# Ковила азовська
Ковила́ азо́вська (Stipa maeotica) — дуже рідкісна багаторічна рослина родини тонконогових. Вид занесений до Червоної книги України у статусі «Недостатньо відомий». Кормова і протиерозійна культура.

## Опис
Трав'яниста рослина заввишки 40-55 см, щільнодернинний злак. Стебла численні, голі, під волоттю короткощетинистоволосисті. Листки 0,3-0,6 мм завширшки, щетиноподібні, згорнуті, з обох боків коротковолосисті. Суцвіття — волоть, що складається з 5-7 одноквіткових колосків. Нижня квіткова луска 17-19 мм завдовжки. Крайові смужки волосків на сім'янці не доходять до основи остюка. Остюк 30-42 см завдовжки, двічі колінчастозігнутий, у нижній штопороподібно закрученій частині жовтуватий, гладенький. Перо 7-11 мм завширшки.

## Екологія та поширення
Рослина світлолюбна, морозо- і посухостійка. Зростає у справжніх і кам'янистих степах, утворюючи угруповання з кострицею. Оскільки популяції цього виду нечисельні, ковила азовська не домінує у трав'яному покрові, а трапляється лише як домішка до більш поширених видів цього роду.
Квітне у травні-червні, плодоносить у червні. Розмножується насінням.
Ендемік Північного Причорномор'я. В Україні поширений переважно в Північному Приазов'ї на території Луганської і Донецької областей. Ще один осередок виявлений у Херсонській області.

## Значення і статус виду
Вид в цілому мало досліджений. На його чисельність негативно впливають порушення природного середовища і надмірне випасання худоби. Ковила азовська охороняється в заповіднику «Асканія-Нова», філії «Хомутовський степ» Українського степового природного заповідника, філії «Провальский степ» Луганського природного заповідника, Зуївському регіональному ландшафтному парку. Вирощується в Донецькому ботанічному саду.
Як ендемічний і малодосліджений вид має велике наукове значення. Враховуючи низьку чисельність цієї ковили, в сільському господарстві вона не відіграє помітної ролі, хоча добре поїдається худобою і запобігає розмиванню ґрунту. Перспективна для поширення як декоративна рослина.

## Синоніми
Монотиповий вид, в межах якого не описано жодних підвидів. В європейських наукових колах цей таксон розглядається як синонім ковили Залеського — Stipa zalesskii subsp. maeotica (Klokov & Ossyczn.) F. M. Vázquez & M. Gut.